# Famille Istomine
La famille Istomine (en langue russe : Истомин - Istomin) est une famille de la noblesse russe issue de la province de Pskov.

## Personnalités
- Tamila Istomine :
- Polycarpe Tamilovitch Istomine : (-1676). Fils du précédent;
- Ivan Andreïevitch Istomine : (1823-). Secrétaire au ministère de la Justice;
- Vladimir Ivanovitch Istomine : (1809-1855), amiral russe et héros de la défense de Sébastopol, fils du précédent;
- Pavel Ivanovitch Istomine : (-1881). Vice-amiral, frère du précédent;
- Konstantin Ivanovitch Istomine : (1807-1876). Amiral, frère du précédent;
- Mikhaïl Konstantinovitch Istomine : (1860-). Capitaine 1er rang, fils du précédent, officier dans la marine impériale de Russie, il prit part à la bataille de Tsushima.